# Stéphane Bahoken
Stéphane Bahoken (* 28. Mai 1992 in Grasse) ist ein französischer Fußballspieler kamerunischer Herkunft.

## Vereinskarriere
Bahoken wuchs in der Umgebung der südfranzösischen Stadt Nizza auf, wo er bei zwei lokalen Klubs mit dem Fußballspielen begann, bevor er 2004 mit zwölf Jahren in die Jugend des Profiklubs OGC Nizza aufgenommen wurde. Dort rückte er zur Saison 2010/11 in die Reservemannschaft auf; er erreichte am Ende derselben Spielzeit sein Erstligadebüt, als er am 29. Mai 2011 einen Tag nach seinem 19. Geburtstag und am letzten Spieltag beim 1:2 gegen den FC Valenciennes in der 79. Minute eingewechselt wurde. Im Verlauf des darauffolgenden Jahres kam er erneut zu sporadischen Einsätzen und wurde zum Saisonbeginn 2012/13 mit einem Profivertrag ausgestattet. Im Anschluss daran spielte er in der ersten Auswahl zwar eine gesteigerte Rolle, auch wenn er in den meisten Fällen als Joker eingewechselt wurde; in seinem ersten offiziellen Profijahr war der Angreifer zweimal vor dem Tor erfolgreich. 
Im Sommer 2013 wurde er an den schottischen Erstligisten FC St. Mirren verliehen, konnte sich bei diesem jedoch nicht durchsetzen. Angesichts dessen kehrte er zum Jahresende nach Nizza zurück und wurde zum 1. Januar 2014 an den auf Korsika angesiedelten französischen Zweitligisten CA Bastia ein weiteres Mal ausgeliehen. Der Wechsel musste kurz darauf annulliert werden, da er sowohl für Nizzas Reserve als auch für St. Mirren im Lauf der Saison 2013/14 Pflichtspiele absolviert hatte und die Statuten des französischen Ligaverbandes nur Einsätze für maximal zwei Klubs erlauben. Dies hatte zunächst seine sofortige Rückkehr nach Nizza zur Folge, ehe er am 3. Januar erneut nach St. Mirren verliehen wurde. Kurz darauf verletzte er sich, spielte im weiteren Saisonverlauf keine Rolle mehr und trat im Sommer 2014 zunächst planmäßig die Rückreise nach Nizza an, ehe er kurz darauf an den Drittligisten Racing Strasbourg abgegeben wurde. In Strasbourg wurde er anschließend regelmäßig aufgeboten und marschierte mit dem Klub 2017 in die Ligue 1 durch.
Im Sommer 2018 wechselte der Spieler zum SCO Angers. Dort verbrachte er vier Jahre, bevor er sich im Juli 2022 dem türkischen Kasımpaşa Istanbul anschloss.

## Nationalmannschaft
In der Vorbereitung auf die U-20-WM 2013 wurde er durch seine Berufung in die französische U-20 erstmals für eine nationale Auswahl des Landes berücksichtigt. Für ebenjene debütierte er am 28. Mai 2013 beim Turnier von Toulon; bei der Partie an seinem 21. Geburtstag wurde er in der 76. Minute eingewechselt und konnte einen 4:1-Erfolg gegen die USA feiern. In den darauffolgenden Tagen lief er in weiteren Spielen auf. Seit 2018 läuft er für die Kamerunische Nationalmannschaft auf.